# Épisodes de The Messengers
Cet article présente le guide des épisodes de la série télévisée américaine The Messengers.

## Généralités
- Aux États-Unis, la saison est diffusée depuis le 17 avril 2015 sur le réseau The CW.
- Au Canada, elle est disponible le lendemain sur le service Shomi, réservé aux abonnés Rogers et Shaw.

## Distribution

### Acteurs principaux
- Shantel VanSanten (Marie Diot): Vera Buckley
- J. D. Pardo : Raul Garcia
- Joel Courtney : Peter Moore
- Jon Fletcher (Adrien Larmande): Joshua Silburn, Jr.
- Sofia Black D'Elia : Erin Calder
- Diogo Morgado : The Man
- Anna Diop : Rose Arvale

### Acteurs récurrents
- Craig Frank : Alan Harris
- Jessika Van : Koa Lin
- Madison Dellamea : Amy Calder
- Sam Littlefield : Leland Schiller
- Jamie Bamber : Vincent Plowman
- Riley Smith : Mark Plowma
- Winston Duke : Zahir Zakaria
- Lauren Bowles : sénateur Cindy

Société de doublageDubbing Brothers
Source V.F. sur RS Doublage

## Épisodes

### Épisode 1:Onde de choc
- États-Unis : 17 avril 2015 sur The CW[3]
- France : 8 octobre 2015 sur 6ter[4]
- Québec : 24 novembre 2015 sur Ztélé
- Belgique : 23 décembre 2015 sur RTL-TVI

- États-Unis : 1,19 million de téléspectateurs[5] (première diffusion)

### Épisode 2:Les Anges de l'Apocalypse
- États-Unis : 24 avril 2015 sur The CW
- France : 8 octobre 2015 sur 6ter
- Québec : 1er décembre 2015 sur Ztélé
- Belgique : 23 décembre 2015 sur RTL-TVI

- États-Unis : 770 000 téléspectateurs[6] (première diffusion)

### Épisode 3:Le Premier Cavalier
- États-Unis : 1er mai 2015 sur The CW
- France : 8 octobre 2015 sur 6ter
- Québec : 8 décembre 2015 sur Ztélé
- Belgique : 30 décembre 2015 sur RTL-TVI

- États-Unis : 650 000 téléspectateurs[7] (première diffusion)

### Épisode 4:L'Avocat du diable
- États-Unis : 8 mai 2015 sur The CW
- France : 15 octobre 2015 sur 6ter
- Québec : 15 décembre 2015 sur Ztélé
- Belgique : 30 décembre 2015 sur RTL-TVI

- États-Unis : 680 000 téléspectateurs[8] (première diffusion)

### Épisode 5:Abaddon
- États-Unis : 15 mai 2015 sur The CW
- France : 15 octobre 2015 sur 6ter
- Québec : 22 décembre 2015 sur Ztélé
- Belgique : 6 janvier 2016 sur RTL-TVI

- États-Unis : 710 000 téléspectateurs[9] (première diffusion)

### Épisode 6:Compte à rebours
- États-Unis : 22 mai 2015 sur The CW
- France : 15 octobre 2015 sur 6ter
- Québec : 29 décembre 2015 sur Ztélé
- Belgique : 6 janvier 2016 sur RTL-TVI

- États-Unis : 800 000 téléspectateurs[10] (première diffusion)

### Épisode 7:Deus Ex Machina
- États-Unis : 29 mai 2015 sur The CW
- France : 22 octobre 2015 sur 6ter
- Québec : 5 janvier 2016 sur Ztélé
- Belgique : 13 janvier 2016 sur RTL-TVI

- États-Unis : 720 000 téléspectateurs[11] (première diffusion)

### Épisode 8:Divisions
- États-Unis : 5 juin 2015 sur The CW
- France : 22 octobre 2015 sur 6ter
- Québec : 12 janvier 2016 sur Ztélé
- Belgique : 13 janvier 2016 sur RTL-TVI

- États-Unis : 860 000 téléspectateurs[12] (première diffusion)

### Épisode 9:Le vrai visage de la mort
- États-Unis : 12 juin 2015 sur The CW
- France : 22 octobre 2015 sur 6ter
- Québec : 19 janvier 2016 sur Ztélé
- Belgique : 20 janvier 2016 sur RTL-TVI

- États-Unis : 830 000 téléspectateurs[13] (première diffusion)

### Épisode 10:L'esprit de mission
- États-Unis : 19 juin 2015 sur The CW
- France : 29 octobre 2015 sur 6ter
- Québec : 26 janvier 2016 sur Ztélé
- Belgique : 20 janvier 2016 sur RTL-TVI

- États-Unis : 760 000 téléspectateurs[14] (première diffusion)

### Épisode 11:Les deux frères
- États-Unis : 10 juillet 2015 sur The CW
- France : 29 octobre 2015 sur 6ter
- Québec : 2 février 2016 sur Ztélé
- Belgique : 27 janvier 2016 sur RTL-TVI

- États-Unis : 820 000 téléspectateurs[15] (première diffusion)

### Épisode 12:Une lueur d'espoir
- États-Unis : 17 juillet 2015 sur The CW
- France : 5 novembre 2015 sur 6ter
- Québec : 9 février 2016 sur Ztélé
- Belgique : 27 janvier 2016 sur RTL-TVI

- États-Unis : 620 000 téléspectateurs[16] (première diffusion)

### Épisode 13:Houston on a un problème
- États-Unis : 24 juillet 2015 sur The CW
- France : 5 novembre 2015 sur 6ter
- Québec : 16 février 2016 sur Ztélé
- Belgique : 27 janvier 2016 sur RTL-TVI

- États-Unis : 820 000 téléspectateurs[17] (première diffusion)